# Hemoroid
Hemoroidy (řecky Haimorrhoides flebes, alternativní český název je zlatá žíla, případně zkomoleně hemeroid) jsou cévní struktury za řitním otvorem, které napomáhají při kontrole vyprazdňování. Jsou součástí přirozené anatomie a to i u jiných řádů savců, nejen u člověka. Jako onemocnění se projevují při otoku nebo zánětu. Ve svém původním fyziologickém stavu slouží jako polštářovitá výplň skládající se z arteriovenózních kanálků a vazivové tkáně.
Symptomy patologických hemoroidů závisí na jejich typu. Vnitřní hemoroidy se obvykle projevují bezbolestným krvácením z konečníku, zatímco vnější hemoroidy mohou být doprovázeny několika symptomy a v případě trombizovaných hemoroidů i značnou bolestí a otokem v oblasti konečníku. Mnoho lidí nesprávně označuje za „hemoroidy“ jakýkoli symptom v análně-rektální oblasti a nepřipouští si možné závažné příčiny těchto symptomů. Ačkoli přesná příčina hemoroidů zůstává neznámá, má se za to, že důležitou roli v jejich rozvoji hraje řada faktorů, které zvyšují nitrobřišní tlak, zejména pak zácpa.
Počáteční léčba mírných až středních projevů onemocnění sestává z navýšení příjmu vlákniny ve stravě, ústně přijímaných tekutin pro udržení hydratace, užívání léků typu NSAID pro zmírnění bolesti a odpočinku. Pokud jsou symptomy závažné nebo pokud nereagují na konzervativní léčbu, lze uplatnit řadu drobných zákroků. K chirurgickému zásahu se přistupuje až u osob, jejichž stav se nezlepšuje ani po těchto opatřeních. Problémy s hemoroidy mohou v určitém okamžiku života potkat až polovinu všech lidí. Výsledky léčby jsou obvykle dobré.

## Historie

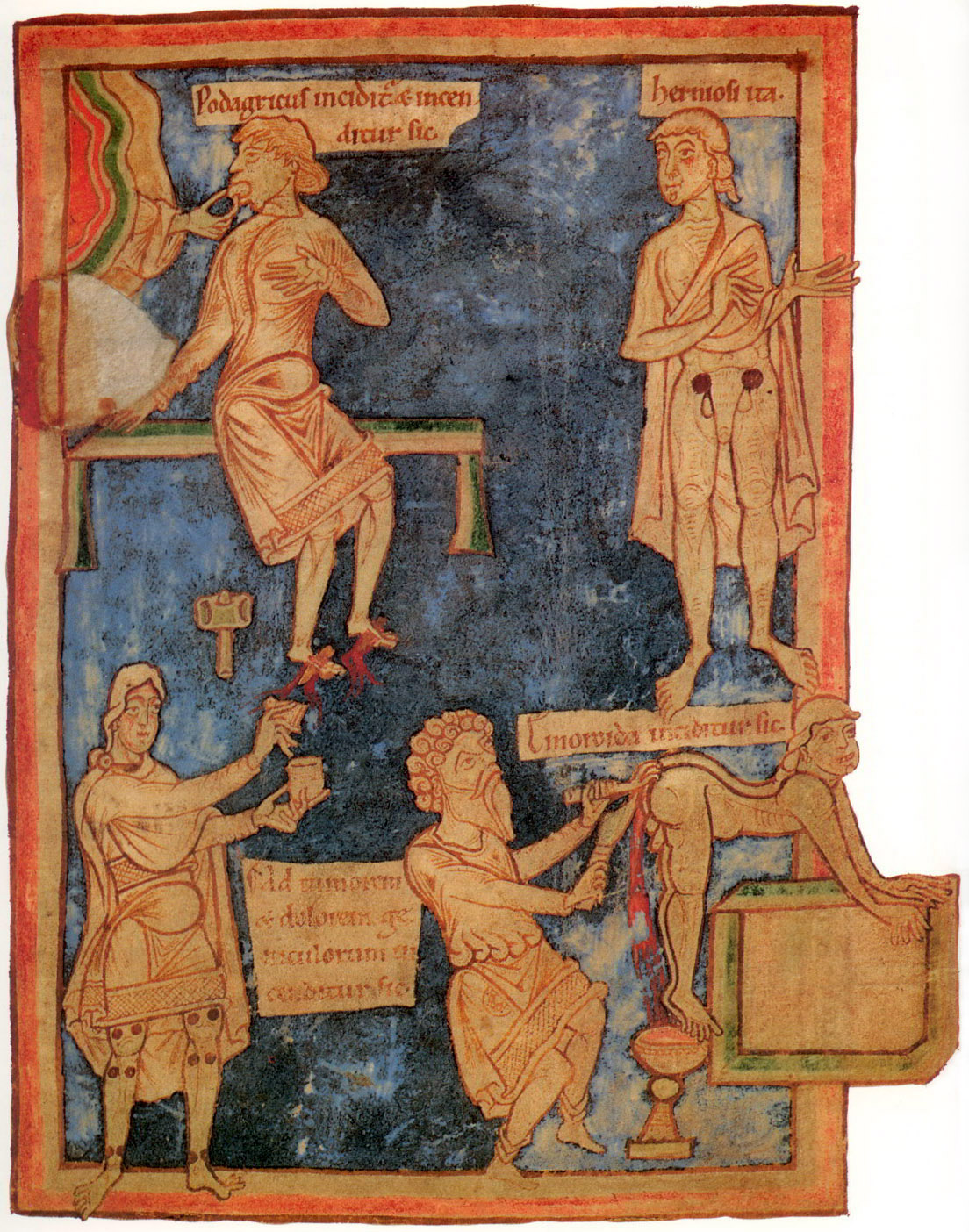
Anglická miniatura z 11. století. Napravo lze vidět operaci, během které jsou odstraňovány hemoroidy.

První známá zmínka o tomto onemocnění pochází z roku 1700 př. n. l. a je zachována na egyptském papyru, který uvádí:
„… Je třeba použít recepis na mast s blahodárnými ochrannými účinky - vezmi listy akácie, semel je, utři na prášek a povař. Mastí namaž pruh jemného plátna a vlož jej do konečníku, který se v mžiknutí oka uzdraví.“ Hippokratova sbírka z roku 460 př. Kr. pojednává o způsobu léčby podobném modernímu podvazování gumovým páskem:
„Podobně lze léčit hemoroidy jejich propíchnutím jehlou a utažením velmi silnou vlněnou nití, a nepřikládej obvaz ani žádnou mast, dokud neodpadnou, a vždy ponechej jeden netknutý; po uzdravení podávej nemocnému čemeřici.“ Popis hemoroidů se objevuje i v Bibli.
Celsus (mezi 25 př. n. l. a 14 n. l.) popsal procedury podvázání a vyříznutí hemoroidů a pojednal o možných komplikacích. Galén byl obhájcem přerušení napojení tepen k žilám a tvrdil, že se tím dosáhne zmírnění bolesti i snížení rizika rozšíření gangrény. Sušrúta samhitá, (4.–5. stol. n. l.) podává výklad podobný tomu Hippokratovu, nicméně klade větší důraz na čistotu rány. Ve 13. století evropští chirurgové, jako například Lanfranc z Milána, Guy de Chauliac, Henri de Mondeville a John z Ardene, dosáhli velkého pokroku v rozvoji chirurgických technik.
Slovo „hemoroid“ pochází z latinského slova „hæmorrhoida –ae“, případně řeckých slov „αἱμορροΐς“ (haimorrhois), „náchylný ke krvácení“, „αἷμα“ (haima), "krev" + „ῥόος“ (rhoos), „proud, tok“, „ῥέω“ (rheo), „téct, proudit“.

## Příznaky a symptomy

Trombotizovaný vnější hemoroid vyhřezlý přes řitní otvor

Vnitřní a vnější hemoroidy se mohou projevovat odlišně. U mnoha osob se však objevuje kombinace obou typů. Krvácení dostatečně silné na to, aby způsobilo anémii, je vzácné a život ohrožující krvácení je ještě méně běžné. Mnoho lidí při problémech s hemoroidy cítí rozpaky a lékařskou péči často vyhledá až v případě pokročilých potíží.

### Vnější hemoroidy
Pokud nejsou trombotizované, působí obvykle vnější hemoroidy jen minimum problémů. Pokud však dojde k jejich trombotizaci, mohou být velmi bolestivé. Tato bolest nicméně ustupuje do 2 – 3 dnů, otok však může zmizet až za několik týdnů. Po zahojení může v místě zůstat kožní přívěsek. Pokud jsou hemoroidy velké a způsobují potíže s hygienou, mohou být příčinou podráždění okolní kůže a svědění v okolí řitního otvoru.

### Vnitřní hemoroidy
Vnitřní hemoroidy se obvykle projevují bezbolestným krvácením z konečníku během vyprazdňování či po ukončení stolice; krev je přitom jasně červená. Krev typicky pokrývá stolici, což je jev známý jako hematochezie, ulpívá na toaletním papíru nebo odkapává do toaletní mísy. Stolice samotná je obvykle zbarvena normálně. Mezi další symptomy může patřit hlenovitý sekret, perianální absces v případě vyhřeznutí hemoroidů skrz řitní otvor, svědění a fekální inkontinence. Vnitřní hemoroidy jsou obvykle bolestivé pouze v případě, že dojde k jejich trombotizaci nebo nekrotizaci.

## Příčiny
Přesná příčina vzniku symptomatických hemoroidů není známa. Má se za to, že svou roli hraje řada faktorů, mezi něž patří nepravidelné vyprazdňování (zácpa nebo průjem), nedostatek pohybu, faktory související s výživou (dieta s nízkým příjmem vlákniny), zvýšený nitrobřišní tlak (dlouhodobé tlačení, ascites, nitrobřišní tumor nebo těhotenství), genetické faktory, absence chlopní v hemoroidálních žilách a stárnutí. Mezi další faktory, u kterých se předpokládá, že riziko zvyšují, patří obezita, dlouhodobé sezení, chronický kašel a dysfunkce pánevního dna. Důkazy na podporu těchto souvislostí jsou však slabé.
Zvětšení hemoroidálních cév způsobuje také tlak plodu na břišní stěnu a hormonální změny během těhotenství. Příčinou zvýšeného nitrobřišního tlaku je i samotný porod. U těhotných žen je chirurgický zákrok na odstranění hemoroidů nezbytný jen vzácně, jelikož symptomy obvykle po porodu ustoupí.
Špatná poloha vyprazdňování. Ideální posez na záchodě v podřepu. Islámské národy nemají s hemeroidy problémy.[zdroj?]

## Popis onemocnění
Polštářky hemoroidů jsou normální součástí lidského těla a patologickými se stávají pouze při vystavení neobvyklým změnám. V análním kanálu se nacházejí tři hlavní polštářky hemoroidů. Ty jsou běžně umístěny na levé postranní, pravé přední a pravé zadní straně kanálu. Nejsou tvořeny tepnami ani žilami, ale cévami nazývanými sinusoidy, vazivovou tkání a hladkým svalstvem. Oproti žilám sinusoidy ve svých stěnách nemají svalovou tkáň. Tato soustava cév je známa jako hemoroidální plexus.
Polštářky hemoroidů jsou důležité pro zadržování stolice. Přispívají k 15–20 % závěrného tlaku řitního svěrače v klidovém stavu a chrání svaly řitního svěrače při průchodu stolice. Když se osoba sehne, nitrobřišní tlak vzroste a hemoroidové uzly zvětší svou velikost, čímž napomáhají uzavření řitního otvoru. Má se za to, že symptomy hemoroidů se projevují buď v důsledku sesunutí těchto cévních struktur nebo při nadměrném nárůstu žilního tlaku. Se symptomatickými projevy hemoroidů může souviset také zvýšený tlak řitního svěrače. Vznikají dva typy hemoroidů: v horní části hemoroidálního plexu hemoroidy vnitřní a ve spodní části hemoroidálního plexu hemoroidy vnější. Tyto dvě oblasti odděluje tzv. zubatá linie (linea dentata).

## Diagnóza
Hemoroidy jsou obvykle diagnostikovány na základě tělesného vyšetření. Vizuální vyšetření konečníku a okolní oblasti může odhalit vnější nebo vyhřezlé hemoroidy. Je rovněž možné provést vyšetření konečníku za účelem odhalení možných rektálních tumorů, polypů, zvětšené prostaty nebo abscesů. V některých případech je před tímto vyšetřením nutné provést náležité znecitlivění, ačkoli většina vnitřních hemoroidů bolest nezpůsobuje. Vizuální potvrzení vnitřních hemoroidů může vyžadovat anoskopii, tedy použití zařízení sestávajícího z duté trubičky a světla připevněného na jejím konci. Vnější a vnitřní hemoroidy se odlišují svou polohou vůči tzv. zubaté linii. U některých osob se mohou vyskytovat symptomatické projevy obou typů současně. Pokud osoba cítí bolest, jedná se pravděpodobněji o trhlinu řitního otvoru nebo o vnější hemoroid než o hemoroid vnitřní.

### Vnitřní hemoroidy
Vnitřní hemoroidy jsou ty, které vznikají nad zubatou linií. Jsou pokryty cylindrickým epitelem, v němž se nevyskytují receptory bolesti. V roce 1985 byly klasifikovány do čtyř stupňů v závislosti na míře jejich vyhřeznutí:
| Stupeň | Popis                                                   | Znázornění | Fotografie      |
| ------ | ------------------------------------------------------- | ---------- | --------------- |
| I      | Bez vyhřeznutí. Pouze viditelné cévy.                   |            | Endoscopic view |
| II     | Vyhřeznutí při sehnutí, které se samovolně zasune zpět. |            |                 |
| III    | Vyhřeznutí při sehnutí, které vyžaduje ruční zasunutí.  |            |                 |
| IV     | Vyhřeznutí, které nelze zasunout zpět.                  |            |                 |

### Vnější hemoroidy
Vnější hemoroidy jsou ty, které se objevují pod zubatou linií, zvanou také linea pectinata. V části bližší dutině břišní jsou pokryty anodermem a v části vzdálenější pokožkou, přičemž obě oblasti jsou citlivé na bolest a teplotu.

### Diferenciální diagnostika
Mnoho anorektálních problémů, včetně trhlinek, píštělí, abscesů, kolorektální rakoviny, rektálních křečových žil a svědění, vykazuje podobné symptomy a lze je nesprávně považovat za hemoroidy. Ke krvácení z konečníku může docházet i v případě kolorektální rakoviny a kolitidy i ve formě nespecifických střevních zánětů, divertikulózy a angiodysplazie. Pokud nemocný trpí anémií, měly by být uváženy další potenciální příčiny.
K dalším onemocněním, která způsobují tvorbu tumorů v anální oblasti, patří kožní přívěsky, anální bradavice, výhřez konečníku, polypy a zbytnělé anální papily. Anorektální křečové žíly podobné hemoroidům mohou vznikat v důsledku zvýšené portální hypertenze (krevní tlak v portálním žilním systému), jedná se však o odlišné onemocnění.

## Rizika
U trombotizovaných hemoroidů existuje riziko uvolnění trombu a zapříčinění tromboembolie, proto se místo jejich mechanického zastrkávání či masírování doporučuje chirurgické řešení, například incizí.

## Prevence
Doporučována je řada preventivních opatření, mezi která patří vyhýbání se usilovnému tlačení při pokusu o vyprázdnění, prevence zácpy a průjmu buď příjmem potravy s vysokým obsahem vlákniny či dostatečným příjmem tekutin nebo příjmem doplňků stravy s vlákninou či dostatek pohybu (některé pohybové aktivity jsou však nevhodné, například jízda na kole). Rovněž se doporučuje trávit méně času pokusy o vyprázdnění, například nečíst si na toaletě, nezvedat těžká břemena nebo snížit tělesnou hmotnost (u osob s nadváhou). Nežádoucí je též konzumace alkoholu a pálivých jídel a kouření.

## Léčba

### Konzervativní způsoby léčby
Konzervativní léčba zpravidla sestává z podávání výživy bohaté na vlákninu, příjmu tekutin k udržení hydratace, podávání nesteroidních antiflogistik (NSAID), sedacích koupelí a odpočinku. Zvýšený příjem vlákniny vede k prokazatelně lepším výsledkům. Lze jej dosáhnout buď změnou skladby stravy či příjmem doplňků stravy bohatých na vlákninu. Důkazy pro blahodárnost sedacích koupelí během kterékoli fáze léčby hemoroidů však chybí. Pokud jsou sedací koupele využívány, jejich délka by neměla přesahovat 15 minut na jednu koupel.:s.182
Ačkoli je pro léčbu hemoroidů k dispozici mnoho lokálně působících přípravků a čípků, na podporu jejich používání existuje jen málo důkazů. Přípravky obsahující steroidy by neměly být používány déle než 14 dnů, jelikož mohou způsobovat ztenčování kůže . Většina přípravků obsahuje kombinaci aktivních účinných látek.:s.182 Patří mezi ně bariérové krémy jako například vazelína nebo zinková běloba, analgetické přípravky (například lidokain) a vazokonstriktory (například epinefrin).:s.182 Příznivý účinek flavonoidů je velmi často zpochybňován a navíc mají tyto látky potenciální vedlejší účinky.:s.182  Symptomy obvykle ustupují po těhotenství, aktivní léčba je tudíž často odložena až na dobu po porodu.

### Drobné zákroky
Řadu z nich lze provádět v ordinacích. Ačkoli jsou obecně bezpečné, ve vzácných případech může dojít k závažným nežádoucím účinkům, například k perianální sepsi.
- Podvázání gumovým páskem je typicky prvním doporučovaným způsobem léčby u osob s hemoroidy stupně 1 až 3.[19] Jedná se o proceduru, při které jsou vnitřní hemoroidy zaškrceny elastickým páskem alespoň 1 cm nad zubatou linií, aby došlo k přerušení přívodu krve do hemoroidu. Do 5–7 dnů odumřelý hemoroid odpadne. Pokud je pásek umístěn příliš blízko zubaté linie, okamžitě se dostaví prudká bolest.[3] Počet případů úspěšně vyléčených tímto způsobem dosahuje přibližně 87 %,[3] přičemž komplikace nastávají u přibližně 3 % případů.[19]
- Skleroterapie spočívá ve vstřikování sklerotizační látky, jako například fenolu, do hemoroidu. To způsobí zborcení cévních stěn a následné seschnutí hemoroidu. Míra úspěšnosti léčby čtyři roky po samotném zákroku činí přibližně 70 %,[3] což je úspěšnost vyšší než u podvazování gumovými pásky.[19]
- Řada kauterizačních metod se ukázala být účinnými i v případě hemoroidů, ale obvykle jsou používány pouze tehdy, když ostatní metody selžou. Tento postup lze realizovat za využití elektrokauterizace, infračerveného záření, laserové chirurgie[3] nebo kryochirurgie.[27] Kauterizace infračerveným zářením je možným způsobem léčby hemoroidů stupně 1 nebo 2.[19] U osob s hemoroidy stupně 3 nebo 4 byl zaznamenán vysoký počet případů návratu onemocnění.[19]

### Chirurgický zákrok
Pokud konzervativní léčba a jednoduché procedury selhávají, je k dispozici řada chirurgických zákroků. S nimi je spojeno určité riziko komplikací, k nimž patří krvácení, infekce, zúžení konečníku a retence moči v souvislosti s blízkostí rekta k nervům močového měchýře. Rovněž může hrozit mírné riziko fekální inkontinence, zejména u tekutin;:s.191  výskyt ohlášených případů se pohybuje v rozmezí 0 % a 28 %. Ektropium sliznice je další komplikací, ke které může dojít po hemoroidektomii (často společně s anální stenózou). V tomto případě dochází k odchlípnutí a vyhřeznutí anální sliznice z konečníku podobnému velmi mírné formě výhřezu konečníku.
- Excizní hemoroidektomie je chirurgické vyříznutí hemoroidu používané pouze u vážných případů.[3] Je spojeno s výraznou pooperační bolestí a rekonvalescence obvykle vyžaduje 2–4 týdny.[3] U osob s hemoroidy stupně 3 však v porovnání s podvazováním gumovými pásky představuje dlouhodobý přínos.[31] Je to doporučovaný způsob léčby osob s trombotizovanými vnějšími hemoroidy, pokud je proveden do 24–72 hodin.[14][19] Nitroglycerinová mast napomáhá úlevě od bolesti i při hojení.[32]
  - Případně lze přistoupit k pouhému rozříznutí hemoroidu (incizi) a mechanickému vymáčknutí trombů z žíly, při lokální anestezii. I tak však otok hemoroidu přetrvává 2-4 týdny, kdy je stále ještě vyhřezlý: A než se zatáhne dovnitř, může tak vyvolávat mylný dojem, že v něm nějaké tromby ještě zbyly. Po incizi lze případné krvácení paradoxně považovat za přínosné: Dosud trombotizovaná žíla se tak totiž pročistí, průtok skrz ní se tak obnovuje a případné zbytky trombů se vyplaví. Takové drobné krvácení běžně ustane do dvou dnů. To však není důvodem k nedoržování hygieny: Osprchování vlažnou vodou dále napomáhá pročištění ranky a rekonvalescenci místa.
- Dopplerovská transanální hemoroidální dearterializace je minimálně invazivní zákrok využívající dopplerovské ultrasonografie k přesnému nalezení místa přítoku tepenné krve. Tyto tepny jsou pak podvázány a zbývající tkáň přišita zpět na původní místo. Při použití tohoto postupu je mírně vyšší procento případů návratu onemocnění, zato méně komplikací v porovnání s hemoroidektomií.[3]
- Staplerová hemoroidektomie, rovněž známá jako staplerová hemoroidopexe, je postup, který zahrnuje odstranění většiny abnormálně zvětšené hemoroidové tkáně s následným umístěním zbývající tkáně zpět do normální anatomické polohy. Tato metoda je obecně méně bolestivá a v porovnání s úplným odstraněním hemoroidů umožňuje rychlejší proces hojení.[3] Pravděpodobnost návratu symptomatických hemoroidů je však vyšší než u konvenční hemoroidektomie,[33] a je tudíž obvykle doporučována jen pro hemoroidy druhého a třetího stupně.[19]

### Alternativní léčba
Změna vyprazdňování v dřepu.[zdroj?]

## Následná péče
Po vyřešení akutního stavu, po rekonvalescenci, lze doporučit cílenou prohlídku, například anoskopii: Například po incizi trombů z jednoho vyhřezlého vnějšího hemoroidu má smysl prohlédnout a ověřit stav i zbývajících dvou vnějších hemoroidů a zároveň i stav vnitřních, zda se podobná potíž již nezačala rozvíjet i na nich, byť se třeba ještě nezačala projevovat.

## Epidemiologie
Určit, jak běžně se hemoroidy v populaci vyskytují, je obtížné, jelikož mnoho osob trpících tímto problémem nevyhledá zdravotní péči. Má se však za to, že v určitém okamžiku života symptomatické hemoroidy postihují nejméně 50 % populace Spojených států amerických; obecně touto nemocí trpí přibližně 5 % této populace. Výskyt je u obou pohlaví přibližně stejný. Nejvyšší počet případů se vyskytuje u osob ve věku mezi 45 a 65 lety. Hemoroidy jsou běžnější u europoidní populace a u osob s vyšším socioekonomickým postavením. Dlouhodobé výsledky jsou obecně dobré, ačkoli u některých osob může docházet k návratu symptomatických epizod. Pouze malé procento případů v konečném důsledku vyžaduje chirurgický zákrok.